# Philonotis buckii
Philonotis buckii är en bladmossart som beskrevs av O. Griffin 1991. Philonotis buckii ingår i släktet källmossor, och familjen Bartramiaceae. Inga underarter finns listade i Catalogue of Life.